# Zagon
Zagon là một xã thuộc hạt Covasna, România. Dân số thời điểm năm 2002 là 5498 người.